# Grinderman 2
Albums de Grinderman
Grinderman
(2007)
Singles
1. Heathen Child
Sortie : 6 septembre 2010
2. Worm Tamer
Sortie : 22 novembre 2010
3. Palaces of Montezuma
Sortie : 14 mars 2011
4. Evil
Sortie : 16 avril 2011
5. Mickey Mouse and the Goodbye Man
Sortie : 13 juin 2011

Grinderman 2 est le deuxième et dernier album du groupe de rock Grinderman, projet parallèle de Nick Cave and the Bad Seeds, sorti le 13 septembre 2010.
L'album est un succès commercial, se classant notamment numéro un en Belgique.
En 2012, des remixes de plusieurs chansons sont publiées sur un album intitulé Grinderman 2 RMX.

## Liste des titres
Toutes les chansons sont écrites et composées par Nick Cave (paroles), Grinderman (musique).
| No | Titre                            | Durée |
| -- | -------------------------------- | ----- |
| 1. | Mickey Mouse and the Goodbye Man | 5:42  |
| 2. | Worm Tamer                       | 3:14  |
| 3. | Heathen Child                    | 5:01  |
| 4. | When My Baby Comes               | 6:50  |
| 5. | What I Know                      | 3:21  |
| 6. | Evil                             | 2:57  |
| 7. | Kitchenette                      | 5:19  |
| 8. | Palaces of Montezuma             | 3:34  |
| 9. | Bellringer Blues                 | 5:32  |

Titres bonus de l'édition iTunes
| No  | Titre                                         | Durée |
| --- | --------------------------------------------- | ----- |
| 10. | Super Heathen Child (avec Robert Fripp)       | 6:30  |
| 11. | Fire Boy                                      | 4:52  |
| 12. | Evil (Factory Floor Remix #2)                 | 5:32  |
| 13. | Heathen Child (Andrew Weatherhall Bass Remix) | 6:50  |

## Composition du groupe
- Nick Cave : chant, guitare électrique, orgue électrique, piano
- Warren Ellis : guitare acoustique, violon alto, violon, bouzouki électrique, mandoline électrique, chœurs
- Martyn P. Casey : guitare basse, guitare acoustique, chœurs
- Jim Sclavunos : batterie, percussions, chœurs

## Classements hebdomadaires
| Classement (2010)                  | Meilleure place |
| ---------------------------------- | --------------- |
| Allemagne (Media Control AG)       | 26              |
| Australie (ARIA)                   | 9               |
| Autriche (Ö3 Austria Top 40)       | 13              |
| Belgique (Flandre Ultratop)        | 1               |
| Belgique (Wallonie Ultratop)       | 15              |
| Danemark (Tracklisten)             | 10              |
| Écosse (OCC)                       | 11              |
| Espagne (Promusicae)               | 46              |
| États-Unis (Billboard 200)         | 38              |
| Finlande (Suomen virallinen lista) | 20              |
| France (SNEP)                      | 38              |
| Irlande (IRMA)                     | 23              |
| Italie (FIMI)                      | 25              |
| Norvège (VG-lista)                 | 16              |
| Nouvelle-Zélande (RIANZ)           | 15              |
| Pays-Bas (Mega Album Top 100)      | 16              |
| Royaume-Uni (UK Albums Chart)      | 14              |
| Suède (Sverigetopplistan)          | 24              |
| Suisse (Schweizer Hitparade)       | 38              |

## Grinderman 2 RMX

### Liste des titres
| No  | Titre                                              | Durée |
| --- | -------------------------------------------------- | ----- |
| 1.  | Super Heathen Child (avec Robert Fripp)            | 6:30  |
| 2.  | Worm Tamer (A Place to Bury Strangers Remix)       | 3:27  |
| 3.  | Bellringer Blues (Nick Zinner Remix)               | 4:31  |
| 4.  | Hyper Worm Tamer (UNKLE Remix)                     | 5:57  |
| 5.  | Mickey Bloody Mouse (Joshua Homme Remix)           | 4:15  |
| 6.  | When My Baby Comes (Cat's Eyes with Luke Tristram) | 5:28  |
| 7.  | Palaces of Montezuma (Barry Adamson Remix)         | 5:00  |
| 8.  | Evil (Silver Alert Remix featuring Matt Berninger) | 4:07  |
| 9.  | When My Baby Comes (SixToes Remix)                 | 5:35  |
| 10. | Heathen Child (Andrew Weatherall Remix)            | 6:48  |
| 11. | Evil (The Michael Cliffe House Remix)              | 4:51  |
| 12. | First Evil                                         | 3:15  |

### Classements hebdomadaires
| Classement (2012)           | Meilleure place |
| --------------------------- | --------------- |
| Belgique (Flandre Ultratop) | 71              |